# Zotte (Anatomie)
Zotten (Villi) sind Fortsätze bzw. meist unverzweigte Ausstülpungen des Organgewebes in Faden-, Kegel- oder Fingerform, z. B. Darmzotten und die Chorionzotten der Plazenta. Diese dienen der Vergrößerung der Oberfläche des Organs und stellen Stoffwechselschranken dar (z. B. in der Plazenta zwischen Mutter und Kind).
Mit dem Begriff Zotten sind in der Gynäkologie und Geburtshilfe die Chorionzotten gemeint. Sie sind Teil des fetalen Versorgungssystems im Mutterleib.